# Zwojakoglejak desmoplastyczny wieku dziecięcego

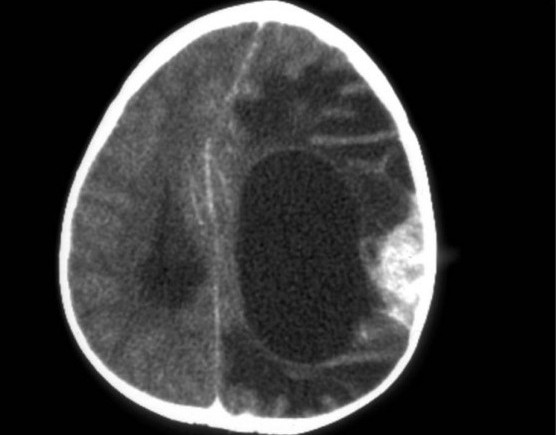
Obraz zwojakoglejaka desmoplastycznego wieku dziecięcego w tomografii komputerowej wykonanej u rocznego chłopca

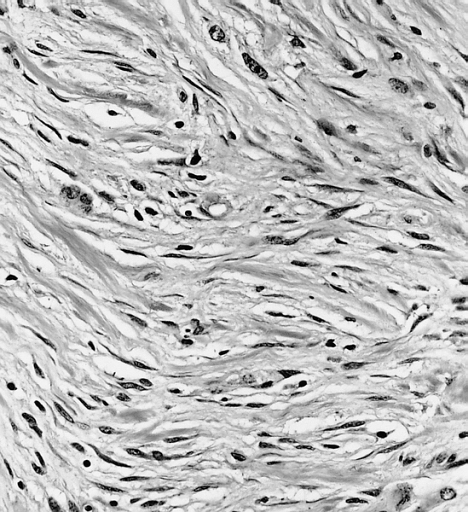
Obraz histologiczny desmoplastycznego zwojakoglejaka wieku dziecięcego

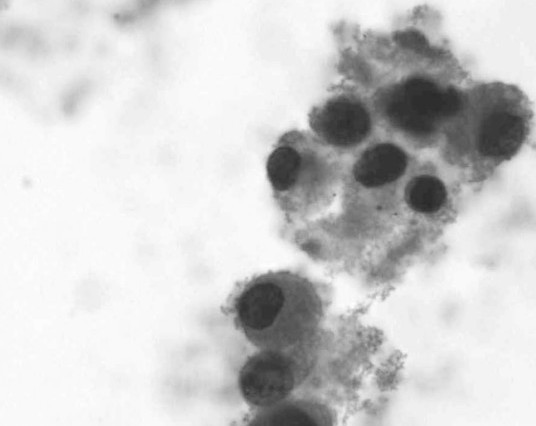
Obraz aspiratu komórek guza uzyskanych śródoperacyjnie. Widać hiperchromatyczne jądra komórkowe i skąpą cytoplazmę komórek nowotworu

Zwojakoglejak desmoplastyczny wieku dziecięcego (ang. desmoplastic infantile ganglioglioma, DIG) – rzadki, mieszany glejowo-neuronalny nowotworowy guz mózgu, spotykany przede wszystkim w wieku niemowlęcym. Jest guzem o niskiej złośliwości (I° według WHO). Ten typ nowotworu mózgu wyróżnił w 1987 roku VandenBerg i wsp.. Guzem niemal identycznym histologicznie i klinicznie jest desmoplastyczny niemowlęcy gwiaździak mózgu (ang. desmoplastic cerebral astrocytoma of infancy, DCAI), znany też jako powierzchowny gwiaździak opony twardej (ang. superficial dural astrocytoma) opisany przez Taratuto w 1984 roku. DCAI nie jest uwzględniony w najnowszej (2000) klasyfikacji guzów mózgu WHO. Proponowano objęcie obu guzów wspólną nazwą "desmoplastycznych guzów neuroepitelialnych położonych nadnamiotowo u dzieci", ale określenie nie przyjęło się.

## Epidemiologia
DIG jest rzadkim guzem. W 15,8% przypadków rozpoznawany jest w okresie noworodkowym i niemowlęcym, rzadko u dzieci starszych. Średni wiek chorych wynosi 2-18 miesięcy.

## Objawy i przebieg

### Obraz mikroskopowy
Obraz histologiczny guza jest różnorodny. Stwierdza się obecność pęczków włókienkowych z silną desmoplazją podścieliska, przypominającą obraz nerwiakowłókniaka. Opisuje się także "wiatraczkowe" układy komórek, przypominające układy komórkowe w preparatach dermatofibroma. Cechą charakterystyczną DIG jest obecność komórek neuronalnych, przypominających komórki zwojowe. W DCAI nie ma tych komórek, poza tym obraz mikroskopowy jest identyczny.

### Profil immunohistochemiczny
Komórki guza często wykazują ekspresję GFAP.

### Cytogenetyka
Jak dotąd nie wykazano nieprawidłowości genu TP53 w komórkach guza, nie wykazano też utraty heterozygotyczności (LOH) na chromosomie 10 i 17.

## Rozpoznanie
Ustalono kryteria kliniczno-patologiczne rozpoznania DIG/DCAI:
1. Występowanie w okresie niemowlęcym
2. Nadnamiotowe umiejscowienie z zajęciem powierzchownych warstw kory mózgowej
3. Duży rozmiar guza połączony z obrazem torbieli
4. Gęste podścielisko z desmoplazją i tworzenie błon podstawnych.

## Leczenie
Leczenie jest chirurgiczne.

## Rokowanie
W przypadkach typowych histopatologicznie i w których udało się przeprowadzić radykalną operację, rokowanie oceniane jest na bardzo dobre.